# Hrabiše z Paběnic
Hrabiše z Paběnic byl český šlechtic z pozdějšího rodu Voračických z Paběnic, připomínaný často jako svědek na listinách z let 1289–1318.

## Život
Hrabiše z Paběnic a jeho bratr, duchovní Oldřich, teolog a opat, byli jedni z prvních známých předků tohoto starého českého rodu. V roce 1317 patřil ke šlechtě nespokojené s vládou krále Jana Lucemburského.
Po předcích vlastnili panství Paběnice poblíž Kutné Hory, které jejich rod držel již roku 1212. Od něj odvozují své jméno. 

## Potomci
Hrabiše měl dva syny, Peška a Oldřicha, kteří se roku 1337 usídlili v jižních Čechách, kde vlastnili majetky, např. statek v Milenovicích u Písku.  Oldřich působil jako místopurkrabí na Krumlově, půjčoval Rožmberkům peníze. Jan získal v roce 1510 tvrz Voračice, která ležela severně od Tábora. Po ní se rod přejmenoval na Voračické z Paběnic.